# スペシャルフォース (オンラインゲーム)
『スペシャルフォース』（朝鮮語：스페셜포스、英語：Soldier Front）は、韓国のオンラインゲーム開発・作製会社Dragon fly（「トンボ」の意）が開発し、日本ではNHN PlayArtが運営する、ハンゲームでプレイできるオンラインマルチプレイFPS。朝鮮語版をはじめタイ語版、中国語版、台湾語版、英語版、ベトナム語版、フィリピン語版が現在のところプレイできる。ちなみに、本作の主題は『SPECIAL FORCE』と表記されている。
現在、サーバーは3つ存在し、その中にチャンネル、ルームへと続いており1ルーム最大16人が参加できる。ホストが選んだフィールドで対戦できる個人戦（デスマッチ）と、2チームに分かれてオブジェクティブを遂行/阻止していく団体戦（チームマッチ）などがあり、団体戦では進路突破とそれを防ぐ2チームに分かれて対戦する脱出ミッションなどが楽しめる（詳しくは遊び方、団体戦の項を参照）。
2004年7月から韓国で正式サービスが始まっており、現在会員登録数1,100万人、最大同時接続者数11万人の実績を持つとされている（韓国の総人口が4,800万人程度なので、1人で複数登録している可能性を否定できない）。
日本では会員登録者数300万人を突破しており、日本でのFPS人口として非常に多いと言える。だが、供給SP（ゲーム内マネー）の不足などにより一個人が複数の会員登録を行う場合も多く、実際のプレイ人口は1万人よりもかなり低いと思われる。

## 沿革
- 2006年9月14日：NHN Japan、プレスリリースにて国内独占提供を発表。
- 2006年10月6日：クローズドベータテスト開始。
- 2006年11月30日：正式サービス開始。
- 2006年12月26日：ゲームID登録者数20万人を突破。
- 2007年2月14日：ゲームID登録者数50万人を突破。
- 2007年3月19日：度重なる長期間のサーバー不安定状態により課金アイテム購入者に対して初の補填を実施、その後も断続的な障害が続いた[1]。
- 2007年4月25日：ランキングシステム実装。
- 2007年4月28日：秋葉原にてオフラインイベント開催。
- 2007年5月13日：ゲームID登録者数100万人を突破。
- 2007年6月26日：トレーニングモード実装。
- 2007年7月23日：クランシステム実装。
- 2007年9月27日：リプレイ機能実装。
- 2007年10月21日：タイにて世界大会開催。
- 2007年10月11日：EVL_XXXシリーズ開始。
- 2007年11月30日：サービス開始1周年。
- 2007年12月13日：CT。
- 2008年11月20日：乱入システム実装。
- 2008年11月22日-11月23日：中国にて世界大会開催。
- 2008年11月30日：サービス開始2周年。
- 2009年3月11日：占領戦モード実装。
- 2009年4月28日：クランサーバーチャンネル名争奪システム実装。
- 2016年2月29日：サービス終了。

## 遊び方
まずは、キャラクターを選択する。
つぎに、SP（スペシャルポイント）によって武器・防具を購入する。武器にはメイン・サブ、投擲兵器があり、防具は身体の各部位で分けてある。
さらに、サーバーを選び、次にルームを選ぶ。ルームにはホスト（RM=ルームマスター）が一人ずついる。
ホストは、マップ、モード（団体戦・個人戦・CTC・クラン戦・トレーニング・チームデスマッチ・占領戦・スナイパーモード・ピストルモード・キャプテンモード）、3人称視点を可能にするかどうか、自分が死亡した後に仲間だけか仲間と敵の両方を見ることができるかどうか、また、目標の成功数を決定できる。このホストが退室すると、ホストの次にルームへ入った方がホストに任命される。
団体戦の場合BLUEチームかREDチームかを選択し、「準備」ボタンを押して、全員"Ready"マークを出し、ホストが「ゲームスタート」ボタンを押すとゲームが開始される。
ゲーム進行中、2007年6月7日よりゲームシステムが変更され試合中、自分のキャラクターが倒され次の戦闘に移るまでの待ち時間にタイプスロットを変更でき、通常では2系統の武器が、ハンコインアイテムの"武器タイプスロット追加"を使用すると、4系統の武器変更がその場でできる事になった。自分がミッションを開始する前にイメージした武器が、思い通りにいかなかった場合に有効である。
また、他プレイヤーの試合を観戦中に以前にバグにもあったが他プレイヤーの視点から見る事もでき、従来の視点からと2通りの観戦ができるようになった。視点替えはマウスの右クリックで行う。

### 2008年3月6日からのシステム変更
- サーバー

「Kill/Deathスコア制限サーバーの設置」という名目でこれまであった3つのサーバーを、プレイヤーのレベルごとに分けられている。
Rookie Sever：初級者向け
Veteran Sever：中級-上級者向け
Friend Sever：クラン向け
この中で「Kill/Deathスコア制限サーバー」は「Rookie Sever」のみであり、チャンネルではさらに詳細にレベルごとに分けられ、制限がかけられている。
Junior_Channel_01〜07：Kill/Death0.800までのプレイヤー
Senior_Channel_08〜13：Kill/Death1.200までのプレイヤー
- その他のシステム変更

サーバー選択画面にも終了ボタンを設置。
キャラクターショップ画面に試着中のアイテム効果の合計値（最大値）を表示。
アイテムショップに武器爆弾タブを追加。
ルーム画面に着用中のアイテム効果の合計値（最大値）を表示。
ルームから出なくてもインベントリーにいけるボタンを設置（この時ルームにはインベントリーに行っているプレイヤーに対し"INVEN"マークが出される）。
試合開始前のローディング画面を刷新（マップ、ゲーム内容の詳細をそれぞれ表示）。

## ゲームモード

### 個人戦（DEATH MATCH）
チーム分けはなく、他プレイヤーが全て敵になる、いわゆる「デスマッチ」である。ルーム内の全員が"READY"マークを出せばホストはゲームをスタートできる。ホストが決めた目標勝利（KILL）数を誰か一人だけでも達成すれば終了となる。

### 団体戦（TEAM MATCH）
「準備」ボタンを押す前に、空いているロットを選択することによってBLUEチームかREDチームかを選択する。個人戦と違い、ルーム内の全員が"READY"マークを出しても、ホストを含め両チームの人数が均等にならなければホストはゲームをスタートできない。
また、2008年11月下旬から乱入システムがはじまり、これによって人数が空いていれば、たとえ試合中であっても、試合に参加できるようになった。

#### ミッション
団体戦ミッションにはそれぞれ特有のモードがあり（全4種類）、どのミッションでも相手チームを全滅すれば勝ち（ただし、爆破モードでREDチームが爆弾を付けた後はそれが解除されなければREDチームの勝ちである）となる。また、3分半の時間制限がある。
各モードは以下の通り。
爆破モード
- REDチームは2ヶ所ある破壊目標のうちの片方に時限爆弾を設置し、爆発するまで（約35秒）防衛する。この爆弾が解除されてしまうと、その時点で生き残りが居てもREDチームは負けとなる。
- BLUEチームは破壊目標に相手チームが時限爆弾を設置しないように、防衛する。設置されても、解除に成功すれば、BLUEチームは勝ちとなる。

デュエルモード
- どちらかのチームがある一定の目標物を拾い、相手チームのスタート地点まで持って行けば勝ちとなる。
- 相手チームが目標物を拾った瞬間、自軍は敵軍の移動を防ぐ側に回らなければならない。もし、奪取できるのであれば相手チームのスタート地点まで持って行く。
- 時間切れやどちらも全滅した場合、チームの総合KILL数が高いチームが勝利。その時点で目標物を所持しているチームが勝つ訳ではない。

脱出モード
- REDチームは一人でも脱出地点に辿り着けば勝ちとなる。
- BLUEチームはREDチームの脱出を阻止する。このため、REDチームは全滅するか、時間制限が来なければ負けることはない。

奪取モード
- REDチームが目標物を回収し到達地点に運ぶモード。BLUEチームを全滅させるか、目標物を自軍陣地まで持っていけば勝利。
- BLUEチームはREDチームを阻止しなければならない。敵チームを全滅させるか、時間切れになれば勝利となる。

### CTC（Capture The Captain）
これまでの団体戦の要素にキャプテンの存在を追加し、2007年12月13日から新しくカテゴリ化されたゲームモード。
RED、BLUEチーム合わせて6人以上から対戦する事が可能であり、チームの中の1名がキャプテンに任命され敵のキャプテンを制限時間内（3分30秒以内）に倒さなければ成らない。このモードではEXP・SP・途中離脱率を除くキルデス数などのデータが記録に反映されないので注意（現在ではキルデス数も反映）。

#### 進め方・特徴
- スタート

スタートは団体戦と同様で、各プレイヤーは「準備」ボタンを押し、開始されるまで待機する。各ルームのホストもラウンド数以外は同様に設定しておく（ラウンド数は5回戦と決められている）。
- キャプテン

キャプテンはホストが決定するのではなく、第1ラウンド目はランダムに選択され任命される。2ラウンド以降は勝ちチームで敵キャプテンを倒したプレイヤーが次期キャプテンに、負けチームは再びランダムに選択され任命される。
HPは1,000まであり、倒されるとゲームは終了となる。通常プレイヤーとは異なり、HPは敵キャプテンにダメージを食らわすとそのダメージ100%分が自分に吸収され回復するようになっている。しかし、1人で敵に突っ込みHPを回復しながら相手のキャプテンを撃つと倒せると思いがちだが、周りの全員からの攻撃に遭うためHP回復は間に合わず、倒されてしまう。そのためにチームの集団意識とモチベーションが大切である。また、頭が通常プレイヤーより4倍ほど大きく狙われやすくなっていたり、位置情報がわかるためどこへ逃げても安全とはいえなかったり、武器は投擲武器以外無制限だがリロード機能はきちんとあるなどと必ずしも有利な条件ではない。
- プレイヤー

各プレイヤーは他モードと同様HP100からのスタートであり、回復機能などの設定はない。しかし、1度倒されても再びスタート地点からではあるがキャプテンが倒されるまで何度でも生き返ることが可能である。
- 勝利条件

制限時間内に敵キャプテンを倒す事ができたチームが勝利。
制限時間を過ぎても両チームのキャプテンが生存している場合はキャプテンのHPが高い方に軍配が挙がる。
敵のキャプテンが倒れてから0.5秒内に自分のキャプテンも倒れた場合引き分けとなる。
また、時間切れの場合、味方と相手のキャプテンのHPが同じ場合も引き分けとなる。

### チームデスマッチ（Team death Match）
個人戦、団体戦の要素を併せ持ち、2008年6月26日から、新しくカテゴリ化されたゲームモード。
RED・BLUEチームに分かれ、時間無制限で敵を倒し、どちらか100ポイント（キル数ではない）を先取したチームが勝利とされる。
最小6人以上でゲームプレイが可能であり、プレイ中は個人戦やCTCの時と同様で1度死んでもリスポーン（再復活）でき、プレイが続行できる。ゲーム進行は先述の通りで、ゲームポイントは敵を倒せば与えられるが、プレイ内容（力量）によって異なる。通常、敵を倒すと2点が追加されるが、ヘッドショット・手榴弾・ナイフキル・チキンキル（特殊キル）をした場合+1点され、合計3点のボーナスポイントが追加される。また、ダブルキルは+2点、トリプルキルの場合は+3点追加される。
- チキンキル（デスノートシステム：朝鮮語版のみの名称）

チームデスマッチ特有のキルモーションである。デスノートに書かれる条件は相手チーム員中1人のプレーヤーに累積4回以上倒された場合、倒したプレイヤーのコード名がデスノートに書かれるようになる。逆に言えば同じ相手に累積4回以上倒してしまうとデスノートに書かれるというシステム。TABキーで戦績表示した場合、1人のプレイヤーに累積4回以上倒したプレイヤーはコード名左横にチキン（ニワトリ）マークが付けられ、相手の位置がゲーム画面で見られるようになる。デスノートに書かれたプレイヤーに対して復讐を果たした（マークを付けられているプレイヤーを倒した）場合、チキンキルが発生し+1点の合計3点のポイントが与えられる。その際デスノートも消滅する。なお、デスノートシステムは復讐が果たせるまでラウンド中は維持され続け、試合終了で消滅する。
- 弾倉補充システム

チームデスマッチでは相手を倒した場合弾倉を落とすようになって、落ちた弾倉を得るためにはしゃがんでEキーを押せば獲得できる。相手の弾倉を獲得するようになれば装弾数30/120発の武器で10/90発が残ったという時、10/120発に（30発）増えるようになる。

### トレーニングモード
まず、トレーニング部屋を創設し、ステージ変更でミサイル、ネオミサイル、ベイエリア、ネオベイエリア、神経ガス研究所、ファクトリーのどれか1つを選択し、1-16人で練習できるモード。5-30枚の的を撃つと終わる（選択可能）。一応自殺することもできるが、ペナルティとして自分が撃った的の数がひとつ減ってしまう。

### 占領戦モード
2009年3月11日に新しく実装されたモード。
まず占領部屋を創設する。チームデスマッチと同様、ステージは現在一つしかない。
ゲームが始まったらお互いに左右にある小屋を占領に行く。
占領の仕方は、小屋の中にある赤いパネルを爆破ミッションの爆弾設置・解除のようにEキーを一定時間押し続ける。
すると「グッジョブ！」の声と同時に占領が完了する。そして、MAP中央にあるプルトニウムを占領地に持ち帰るなどの行為をして、最終的にポイントを多く獲ったチームの勝ち。

## フィールドマップ
朝鮮語版では現在27種類のフィールドマップが実装されており、日本語版では25種類のフィールドマップが導入されている。
2007年2月28日時点からスタート時の日本語表記が他国語表記に変更している（マップ選択時は変更なし）。
| フィールド名 （下段：他国語）    | 広さ 最高★5つ | 日本語版での導入日 | ミッションモード     | 団体戦ミッション時の作戦内容 ■：REDチーム■：BLUEチーム■：両陣営の作戦                                                                                                 |                                                               |
| -------------------------------- | ------------- | ------------------ | -------------------- | --- | ------------------------------------------------------------- |
| トレイン TRAIN                   | ★★★★          | 2006年10月6日      | 爆破モード           | ■：敵ウラニウム輸送列車の出発を遅延させるため、列車動力装置を破壊せよ。 ■：敵から列車動力装置を防御せよ。                                                             |                                                               |
| サテライト SATELLITE （衛星）    | ★★★★          | 2006年11月30日     | 爆破モード           | ■：敵の屋上にある衛星アンテナもしくは地下の衛星受信制御室を破壊せよ。 ■：敵が衛星アンテナもしくは衛星受信制御室を破壊できないように阻止せよ。                         |                                                               |
| デザートキャンプ DESERT CAMP     | ★★★           | 2006年11月30日     | 爆破モード           | ■：新型砂漠装甲車の開発データを2基あるどちらかを破壊せよ。 ■：敵からの工作を妨げ、開発データを守りぬくか敵を壊滅せよ。                                                |                                                               |
| ベイエリア BAY AREA （SHANGHAI） | ★★            | 2007年1月18日      | 脱出モード           | ■：戦地から帰還するため敵からの警戒をくぐり抜け、潜水艦まで辿り着け。 ■：敵が潜水艦に乗る前に前面遮断・迎撃せよ。                                                     |                                                               |
| ナイトホーク NIGHT HAWK          | ★★★★★         | 2007年1月18日      | 爆破モード           | ■：高空中戦闘戦略ヘリ『HH-80D Night Hawk』（完成型か組立中のどちらか）を破壊せよ。 ■：敵軍爆破チームの『HH-80D Night Hawk』爆破阻止をし、防御もしくは敵軍を壊滅せよ。 |                                                               |
| プラズマ PLASMA                  | ★★★★          | 2007年1月18日      | 爆破モード           | ■：市内噴水広場か市場広場に待機中のプラズマエンジン搭載の車両を破壊せよ。 ■：敵軍からプラズマエンジン搭載の車両爆破を阻止・防御もしくは敵軍を壊滅せよ。               |                                                               |
| ブリッジ BRIDGE                  | ★★            | 2007年2月28日      | 脱出モード           | ■：帰還中、敵からの警戒をくぐり抜け作戦到達地域に移動せよ。 ■：敵軍の脱出を1人たりとも通さず、侵攻を阻止せよ。                                                        |                                                               |
| バンカーバスター BUNKER BUSTER   | ★★★★          | 2007年2月28日      | 爆破モード           | ■：地下施設破壊用兵器『バンカーバスター』（2基あるどちらか）を破壊せよ。 ■：破壊工作中の敵を迎撃し、『バンカーバスター』を守りぬけ。                                  |                                                               |
| フォートレス FORTRESS            | ★             | 2007年3月20日      | デュエルモード       | ■：軍事機密が入ったノートパソコンを回収し、作戦到達地点に移動せよ。                                                                                                   |                                                               |
| ホスピタル HOSPITAL              | ★★★           | 2007年4月25日      | 奪取モード           | ■：病院施設に潜入し、遺伝子サンプルを奪取して陣地に戻れ。 ■：敵が遺伝子サンプルを奪取するので迎撃・阻止せよ。                                                         |                                                               |
| EMP                              | ★★★★          | 2007年6月26日      | 奪取モード           | ■：EMP爆弾分析に必要なコントローラーを敵から奪取し、陣地に戻れ。 ■：敵の侵攻を迎撃・阻止、コントローラーを守りぬけ。                                                  |                                                               |
| 神経ガス研究所 NERVE GAS         | ★★★★          | 2007年7月23日      | 奪取モード           | ■：G系神経ガス『SNOWMAN2』のワクチンサンプルデータを奪取し、陣地に戻れ。 ■：敵の侵攻を迎撃・阻止、サンプルデータを守りぬけ。                                          |                                                               |
| ヴェネチア VENEZIA               | ★             | 2007年9月27日      | 脱出モード           | ■：港町での作戦を遂行すために、敵からの警戒をくぐり抜け作戦地域に移動せよ。 ■：敵の移動を警戒し、作戦到達地域への到達を阻止せよ。                                     |                                                               |
| ニュークリア NUCLEAR             | ★★★           | 2007年10月25日     | 爆破モード           | ■：ロシア連邦が関与する臨界核実験が行われる発電所を爆破せよ。 ■：工作員を迎撃・阻止、発電所を守りぬけ。                                                               |                                                               |
| KF815                            | ★★★           | 2007年11月30日     | 爆破モード           | ■：無人ステルス機『KF815』の研究室または整備場を爆破せよ。 ■：工作員を迎撃・作戦の阻止、『KF815』研究室及び整備場を守りぬけ。                                         |                                                               |
| プレデターB PREDATOR B           | ★★            | 2008年1月24日      | 爆破モード           | ■：極秘開発中の『プレデターB』、フロア1階格納庫もしくは地下1階の研究室を爆破せよ。 ■：敵軍爆破チームの『プレデターB』爆破阻止をし、格納庫及び研究室を守りぬけ。       |                                                               |
| ネオミサイル NEO MISSILE         | ★★★           | 2008年3月19日      | 爆破モード           | ■：とある基地で極秘新型ミサイル開発の関係する研究施設を爆破せよ。 ■：敵軍爆破チーム『ネオミサイル』爆破阻止、研究室及び基地を守りぬくか敵軍を壊滅せよ。               |                                                               |
| ネオベイエリア NEO BAY AREA      | ★★            | 2008年5月8日       | 脱出モード           | ■：戦地から帰還するため敵からの警戒をくぐり抜け、潜水艦まで辿り着け。ただし作戦到達区域は隠れる場所が無い。 ■：敵が潜水艦に乗る前に前面遮断・迎撃、全滅させよ。       |                                                               |
| ファクトリー FACTORY             | ★★★           | 2008年6月26日      | チームデスマッチ専用 | ■：自ら敵を倒し続け、時には仲間を助け合い、混沌の戦場を生き抜け。 |                                                               |
| クロスロード CROSSROAD           | ★★★           | 2008年8月7日       | 爆破モード           | ■：大型車両（バスまたはタンクローリー）に爆弾を設置して、進入路を確保せよ。 ■：敵機甲部隊の進入路を大型車両で封鎖完了、敵を一掃せよ。                                 |                                                               |
| ヴィレッジ Village               | ★★★           | 2008年9月11日      | 奪取モード           | ■：軍事機密情報が入ったノートブックを回収し作戦完了地域に移動せよ。 ■：敵の作戦遂行阻止を開始、敵を全滅しノートブックを守りきれ。                                     |                                                               |
| サイロ silo                      |               | ★★★★               | 2009年               | 占領モード | ■：中央地域に放置されているプルトニウムを占領地まで持ち運べ。 |
| 調査中                           | ?????         | 調査中             | 調査中               | ■：??? ■：??? |                                                               |

| FIELD No.01 | FIELD No.01                                      |                                                  |
| ミサイル - MISSILE - | ミサイル - MISSILE -                             |                                                  |
| --- | ------------------------------------------------ | ------------------------------------------------ |
| 日本語版での導入日 | 2006年10月6日                                    |                                                  |
| フィールドサイズ | 100m×105m                                        |                                                  |
| 広さ（最高★5つ） | ★★                                               |                                                  |
| 場所 | ミサイル基地                                     |                                                  |
| ミッションモード | 爆破モード                                       |                                                  |
| |                                                  |                                                  |
| とあるミサイル基地にて、極秘に新型ミサイルの研究・開発が進められています。将来大きな脅威となる可能性のあるミサイルの完成を妨害するか、その作戦を阻止して防衛しなければなりません。建物の外は隠れる場所が少なく、一歩狭い基地内に入ると激しい戦いとなるでしょう。 |                                                  |                                                  |
| |                                                  |                                                  |
| REDチーム作戦内容 | 敵ミサイル基地に潜入しミサイル制御機を爆破せよ。 | 敵ミサイル基地に潜入しミサイル制御機を爆破せよ。 |
| BLUEチーム作戦内容 | 敵からミサイル制御機を防御せよ。                 | 敵からミサイル制御機を防御せよ。                 |

| FIELD No.02 | FIELD No.02                                             |                                                         |
| キナバル - KINABARU - | キナバル - KINABARU -                                   |                                                         |
| --- | ------------------------------------------------------- | ------------------------------------------------------- |
| 日本語版での導入日 | 2006年10月6日                                           |                                                         |
| フィールドサイズ | 180m×120m                                               |                                                         |
| 広さ（最高★5つ） | ★★★★★                                                   |                                                         |
| 場所 | 山岳帯                                                  |                                                         |
| ミッションモード | デュエルモード                                          |                                                         |
| 偵察用戦闘機が飛行中のトラブルにより撃墜されてしまいました。今後の戦局を左右することになる偵察内容を、相手チームより早く回収しなければいけません。とても広いマップですので、チームメンバーと協力して有利に戦闘を進めましょう。 |                                                         |                                                         |
| |                                                         |                                                         |
| REDチーム作戦内容 | 作戦到達地域に移動する際にブラックBOXを回収し到達せよ。 | 作戦到達地域に移動する際にブラックBOXを回収し到達せよ。 |
| BLUEチーム作戦内容 | 作戦到達地域に移動する際にブラックBOXを回収し到達せよ。 | 作戦到達地域に移動する際にブラックBOXを回収し到達せよ。 |

| FIELD No.03 | FIELD No.03                                |                                            |
| キャニオン - CANYON - | キャニオン - CANYON -                      |                                            |
| --- | ------------------------------------------ | ------------------------------------------ |
| 日本語版での導入日 | 2006年10月6日                              |                                            |
| フィールドサイズ | 120m×120m                                  |                                            |
| 広さ（最高★5つ） | ★★★★                                       |                                            |
| 場所 | 渓谷基地                                   |                                            |
| ミッションモード | デュエルモード                             |                                            |
| |                                            |                                            |
| 偵峡谷の基地で衛星モデムから軍事機密情報を傍受。情報工作を隠蔽するか、情報の漏洩を防ぐために衛星モデムを回収しなければなりません。広い基地の中を突撃していくか、慎重に迎え撃つかはあなたしだいです。 |                                            |                                            |
| |                                            |                                            |
| REDチーム作戦内容 | 衛星モデムを回収し作戦到達地域に移動せよ。 | 衛星モデムを回収し作戦到達地域に移動せよ。 |
| BLUEチーム作戦内容 | 衛星モデムを回収し作戦到達地域に移動せよ。 | 衛星モデムを回収し作戦到達地域に移動せよ。 |

## キャラクター
スペシャルフォースでは、16部隊のキャラクターが用意されており、現時点で日本語版では11種類の部隊が選択可能である。
| ゲーム内名称 | 正式名称（下段日本語）                                                                                               | 購入価格（SP） | 所属国               | 性別 | 備考                                                        |
| ------------ | --- | -------------- | -------------------- | ---- | ----------------------------------------------------------- |
| DELTA FORCE  | U.S.Army 1st Special Forces Operational Detachment (Airborne) DELTA アメリカ陸軍 第1特殊作戦部隊（空挺）デルタ分遣隊 | 1,000          | アメリカ合衆国       | 男   |                                                             |
| SAS          | British Army Special Air Service イギリス陸軍 特殊空挺部隊                                                           | 1,000          | イギリス             | 男   |                                                             |
| SPETSNAZ     | подразделения специального назначения：спецназ, Spetsnaz ソ連軍/ロシア連邦軍参謀本部情報総局 特殊任務部隊            | 1,000          | ロシア連邦           | 男   |                                                             |
| SRG          | Shadow Ranger Group シャドウレンジャーグループ                                                                       | 9,900          | 所属不明             | 女   | スペシャルフォースオリジナル設定。 専用装備あり。           |
| GIGN         | Groupement d'Intervention de la Gendarmerie Nationale フランス国家憲兵隊 治安介入部隊                                | 1,000          | フランス共和国       | 男   |                                                             |
| ROKMC        | Republic Of Korea Marine Corps 大韓民国 海兵隊                                                                       | 1,000          | 大韓民国             | 男   | 専用装備あり。                                              |
| GSG-9        | Grenz Schutz Gruppe-9 ドイツ連邦警察局 国境警備隊第9大隊                                                             | 1,000          | ドイツ連邦共和国     | 男   |                                                             |
| RISA         | フランス軍情報機密捜査班                                                                                             | 100,000→9,900  | フランス共和国       | 女   | 日本語版オリジナル設定。 専用装備あり。 11月6日に価格変更。 |
| ワタナベ     | Royal SIAM Military シャム王国軍 【現タイ王国軍：Royal Thai Military：กองทัพไทย】                                     | 9,900          | タイ（旧シャム）王国 | 女   | キャラクターネームは日本語版オリジナル設定。                |
| ハシモト     | United States Marine Corps Force Reconnaissance アメリカ海兵隊武装偵察部隊                                           | 3,000          | アメリカ合衆国       | 男   | キャラクターネームは日本語版オリジナル設定。                |
| トガシ       | Special Air Service Regiment オーストラリア特殊部隊                                                                  | 1,000          | オーストラリア       | 男   | キャラクターネームは日本語版オリジナル設定。                |

## 登場する武器
武器は大別して、メイン武器、サブ武器、ナイフ、投擲武器に分かれる。その中でもメイン武器にはアサルトライフル（AR）とスナイパーライフル（SR）があり、威力、用途とも様々である。実銃との威力の関係は全く無いが、命中部位別のダメージも表に示す。

### メイン武器

#### アサルトライフル
| ゲーム内名称    | 実銃名称                          | 購入価格（SP） | 売却価格（SP） | 装弾数 | 頭 | 体 | 腕 | 足 | 備考 |
| --------------- | --------------------------------- | -------------- | -------------- | ------ | -- | -- | -- | -- | --- |
| GALIL           | IMI ガリル                        | 53,000         | 15,900         | 30/120 | 66 | 41 | 25 | 20 | 初期購入不可。 |
| EVL_GALIL       | IMI ガリル                        |                | 15,000         | 30/120 | 66 | 41 | 25 | 20 | GALILの強化版、スペシャルフォースオリジナル設定。 武器爆弾_009でのみ入手可能。                                                                   |
| FA-MAS          | FA-MAS                            | 58,000         | 17,400         | 30/120 | 63 | 40 | 23 | 20 | 中尉2より購入可能。 |
| RED_FA-MAS      | FA-MAS                            | 50,000         | 売却不可       | 30/120 | 63 | 40 | 23 | 20 | 2007年Xmas限定販売。 （2007年12月20日-2008年1月10日までの限定販売） 利用期限30日。                                                               |
| RED_FA-MAS      | FA-MAS                            | 50,000         | 売却不可       | 30/120 | 63 | 40 | 23 | 20 | 期間イベント限定再配布。 （2008年2月14日-2008年2月21日の応募期間での抽選で30名に再配布） 利用期限90日。                                          |
| AK-74           | AK-74                             | 33,000         | 9,900          | 30/120 | 62 | 39 | 23 | 19 | |
| REV_AK-74       | AK-74                             |                | 15,000         | 30/120 | 62 | 39 | 23 | 19 | AK-74の強化版、日本語版オリジナル設定。 特殊爆弾_003でのみ入手可能。                                                                             |
| GOLD_AK-47S     | AK-47S                            | 60,000→80,000  | 18,000         | 30/120 | 62 | 39 | 23 | 19 | スペシャルフォースオリジナル設定。 黄金爆弾_004でのみ入手可能。                                                                                  |
| Engraving_AK-74 | AK-74                             | 150,000        | 45,000         | 30/120 | 62 | 39 | 23 | 19 | |
| AN-94           | AN-94                             | 55,000         | 16,500         | 30/120 | 62 | 39 | 23 | 19 | 初期購入不可。 |
| EVL_AN-94       | AN-94                             |                | 15,000         | 30/120 | 62 | 39 | 23 | 19 | AN-94の強化版、スペシャルフォースオリジナル設定。 武器爆弾_010でのみ入手可能。                                                                   |
| G3A3            | H&K G3A3                          | 62,000         | 18,600         | 30/100 | 60 | 38 | 21 | 18 | 少尉1より購入可。 |
| EVL_G3A3        | H&K G3A3                          |                | 15,000         | 30/120 | 60 | 38 | 21 | 18 | G3A3の強化版、スペシャルフォースオリジナル設定。 武器爆弾_014のみ入手可能。                                                                      |
| M16A2           | M16A2                             | 30,000         | 9,000          | 30/120 | 54 | 34 | 20 | 17 | |
| EVL_M16A2       | M16A2                             |                | 15,000         | 30/120 | 54 | 34 | 20 | 17 | M16A2の強化版、スペシャルフォースオリジナル設定。 武器爆弾_005でのみ入手可能。                                                                   |
| Steyr_AUG       | ステアーAUG Pスペシャルレシーバー | 25,000         | 7,500          | 30/120 | 54 | 34 | 20 | 17 | ×1.5 Zoom付。 |
| EVL_AUG         | ステアーAUG Pスペシャルレシーバー |                | 15,000         | 30/120 | 54 | 34 | 20 | 17 | Steyr_AUGの強化版、スペシャルフォースオリジナル設定。 武器爆弾_007でのみ入手可能。                                                               |
| K2              | K2                                | 35,000         | 10,500         | 30/120 | 54 | 34 | 20 | 17 | |
| EVL_K2          | K2                                |                | 15,000         | 30/120 | 54 | 34 | 20 | 17 | K2の強化版、スペシャルフォースオリジナル設定。 武器爆弾_006でのみ入手可能。                                                                      |
| GPC_K2          | K2                                | 37,000         | 11,100         | 30/120 | 54 | 34 | 20 | 17 | 少尉1より購入可能。 |
| SIG551          | SIG SG551                         | 45,000         | 13,500         | 30/120 | 54 | 34 | 20 | 17 | 少尉1より購入可能。 |
| EVL_SIG551      | SIG SG551                         |                | 15,000         | 30/120 | 54 | 34 | 20 | 17 | SIG551の強化版、スペシャルフォースオリジナル設定。 武器爆弾_003でのみ入手可能。                                                                  |
| TYPE89          | 89式5.56mm小銃                    | 51,000→48,000  | 14,400         | 30/120 | 50 | 30 | 18 | 15 | 中尉1より購入可能、日本語版オリジナル。 2007年11月29日より価格変更。                                                                             |
| EVL_TYPE89      | 89式5.56mm小銃                    |                | 15,000         | 30/120 | 50 | 30 | 18 | 15 | TYPE89の強化版、スペシャルフォースオリジナル設定。 武器爆弾_013でのみ入手可能。                                                                  |
| M4A1            | M4A1                              | 22,500         | 6,750          | 30/120 | 47 | 29 | 17 | 14 | |
| GOLD_M4A1       | M4A1                              | 100,000        | 30,000         | 30/120 | 47 | 29 | 17 | 14 | スペシャルフォースオリジナル設定。 黄金爆弾_007でのみ入手可能。                                                                                  |
| ALCAD_M4A1      | M4A1                              | 80,000         | 24,000         | 30/120 | 47 | 29 | 17 | 14 | スペシャルフォースオリジナル設定。 2008年6月12日-2008年7月17日までの限定販売。 2009年2月12日-2009年3月11日までの限定販売（価格変更無し）。       |
| REV_M4A1        | M4A1                              |                | 15,000         | 30/120 | 47 | 29 | 17 | 14 | M4A1の強化版、日本語版オリジナル設定。 特殊爆弾_001でのみ入手可能。                                                                              |
| Dragon_M4A1     | M4A1                              |                | 15,500         | 30/120 | 47 | 29 | 17 | 14 | M4A1の強化版、今冬開催予定の世界大会の記念銃。イベントで当選する方法だったが、2008年11月20日より特殊爆弾で販売開始。特殊爆弾_002でのみ入手可能。 |
| CUTIE_M4A1      | M4A1                              |                | 15,000         | 30/120 | 47 | 29 | 17 | 14 | M4A1の強化版、日本語版オリジナル設定。 特殊爆弾_004でのみ入手可能。                                                                              |
| TYPE97          | 97式小銃                          | 43,000         | 12,900         | 30/120 | 47 | 29 | 17 | 14 | 少尉1より購入可。 |
| G36C            | H&K G36C                          | 23,000         | 6,900          | 25/100 | 43 | 27 | 16 | 13 | |
| EVL_G36C        | H&K G36C                          |                | 15,000         | 25/100 | 50 | 30 | 18 | 15 | G36Cの強化版、スペシャルフォースオリジナル設定。 武器爆弾_001でのみ入手可能。                                                                    |

#### サブマシンガン
| ゲーム内名称 | 実銃名称                          | 購入価格（SP） | 売却価格（SP） | 装弾数 | 頭 | 体 | 腕 | 足 | 備考 |
| ------------ | --------------------------------- | -------------- | -------------- | ------ | -- | -- | -- | -- | --- |
| P90          | FN P90                            | 25,000         | 7,500          | 50/150 | 43 | 26 | 11 | 9  | |
| EVL_P90      | FN P90                            |                | 15,000         | 50/150 | 45 | 27 | 16 | 13 | P90の強化版、スペシャルフォースオリジナル設定。 武器爆弾_011でのみ入手可能。                                    |
| GPC_P90      | FN P90                            | 32,000         | 9,600          | 50/150 | 43 | 26 | 11 | 9  | 少尉以上購入可。                                                                                                |
| MP5          | H&K MP5                           | 20,000         | 6,000          | 30/120 | 35 | 22 | 13 | 11 | |
| EVL_MP5      | H&K MP5                           |                | 15,000         | 30/120 | 47 | 29 | 17 | 14 | MP5の強化版、スペシャルフォースオリジナル設定。 武器爆弾_002でのみ入手可能。                                    |
| K1           | K1                                | 29,000         | 8,700          | 30/120 | 39 | 24 | 14 | 12 | 曹長1より購入可。                                                                                               |
| EVL_K1       | K1                                |                | 15,000         | 30/120 | 54 | 34 | 20 | 17 | K1の強化版、スペシャルフォースオリジナル設定。 武器爆弾_004でのみ入手可能。                                     |
| UZI          | IMI UZI                           | 53,000         | 15,900         | 32/128 | 47 | 29 | 17 | 14 | 2007年12月13日まではイベント賞品になっていた。                                                                  |
| GOLD_UZI     | IMI UZI                           |                | 45,000         | 32/128 | 47 | 29 | 17 | 14 | スペシャルフォースオリジナル設定。 2009年3月25日-2009年4月28日までの期間限定販売。 黄金爆弾_003でのみ入手可能。 |
| EVL_UZI      | IMI UZI                           |                | 15,000         | 32/128 | 47 | 29 | 17 | 14 | スペシャルフォースオリジナル設定。 武器爆弾_015でのみ入手可能。                                                 |
| MARINE_UZI   | IMI UZI                           |                | 15,000SP       | 32/128 | 47 | 29 | 17 | 14 | スペシャルフォースオリジナル設定。 特殊爆弾_005でのみ入手可能。                                                 |
| K7           | en:Daewoo Precision Industries K7 | 52,000         | 15,600         | 30/120 | 54 | 34 | 20 | 17 | 少尉1より購入可。                                                                                               |
| MP7A1        | MP7A1                             | 46,000         | 13,600         | 40/120 | 43 | 26 | 11 | 9  | 少尉1より購入可。                                                                                               |
| EVL_MP7A1    | MP7A1                             |                | 15,000         | 40/120 | 43 | 26 | 11 | 9  | MP7A1の強化版、スペシャルフォースオリジナル設定。 武器爆弾_012でのみ入手可能。                                  |

#### スナイパーライフル
| ゲーム内名称    | 実銃名称                     | 購入価格（SP） | 売却価格（SP） | 装弾数 | 頭  | 体  | 腕 | 足 | 備考                                                                                      |
| --------------- | ---------------------------- | -------------- | -------------- | ------ | --- | --- | -- | -- | ----------------------------------------------------------------------------------------- |
| FR-F2           | FR F2                        | 33,000         | 9,900          | 10/30  | 100 | 100 | 60 | 50 | ×3 Zoom付、初期購入不可。                                                                 |
| PSG-1           | H&K PSG1                     | 20,000         | 6,000          | 5/30   | 100 | 100 | 60 | 50 | ×4 Zoom付。                                                                               |
| Engraving PSG-1 | H&K PSG1                     | 110,000        | 33,000         | 5/30   | 100 | 100 | 60 | 50 | ×4 Zoom付、少佐1から購入可。                                                              |
| GOLD_PSG1       | H&K PSG1                     | 100,000        | 30,000         | 5/30   | 100 | 100 | 60 | 50 | ×4 Zoom付。 スペシャルフォースオリジナル設定。 黄金爆弾_005でのみ入手可能。               |
| DRAGUNOV        | ドラグノフ狙撃銃             | 55,000         | 16,500         | 10/30  | 100 | 100 | 69 | 57 | ×4 Zoom付、初期購入不可。                                                                 |
| GOLD_DRAGUNOV   | ドラグノフ狙撃銃             | 100,000→       | 30,000         | 10/30  | 100 | 100 | 69 | 57 | ×4 Zoom付、初期購入不可。 スペシャルフォースオリジナル設定。 黄金爆弾_002でのみ入手可能。 |
| AWP             | AWP（Arctic Warfare Police） | 60,000         | 18,000         | 5/30   | 100 | 100 | 75 | 62 | ×4&×10 Zoom付、少尉1から購入可。                                                          |
| M110 SASS       | M110 SASS                    | 58,000         | 17,400         | 10/30  | 100 | 100 | 60 | 50 | ×4 Zoom付。 サプレッサー付き。                                                            |
| TANGO-51        | en:Tango 51                  | 62,000         | 18,600         | 5/30   | 100 | 100 | 69 | 65 | ×3 zoom付、少尉1から購入可。                                                              |

#### ライトマシンガン
| ゲーム内名称 | 実銃名称     | 購入価格（SP） | 売却価格（SP） | 装弾数  | 頭 | 体 | 腕 | 足 | 備考 |
| ------------ | ------------ | -------------- | -------------- | ------- | -- | -- | -- | -- | --- |
| MG36         | H&K MG36     | 21,000         | 6,300          | 100/100 | 62 | 39 | 23 | 19 | ×1.5 Zoom付。                                                                                                  |
| M249         | M249軽機関銃 | 56,000         | 16,800         | 100/100 | 47 | 29 | 17 | 14 | 武器収納時に収納モーション発生。 少尉1から購入可。                                                             |
| EVL_M249     | M249軽機関銃 |                | 15,000         | 100/100 | 50 | 30 | 18 | 15 | 武器収納時に収納モーション発生。 M249の強化版、スペシャルフォースオリジナル設定。 武器爆弾_008でのみ入手可能。 |

### サブ武器

#### ハンドガン
| ゲーム内名称    | 実銃名称         | 購入価格（SP） | 売却価格（SP） | 装弾数 | 頭 | 体 | 腕 | 足 | 備考 |
| --------------- | ---------------- | -------------- | -------------- | ------ | -- | -- | -- | -- | --- |
| Desert Eagle    | デザートイーグル | 45,000         | 13,500         | 7/28   | 47 | 29 | 17 | 14 | 准尉2より購入可。                                                                                               |
| Glock23         | グロック23       | 15,000         | 4,500          | 13/39  | 23 | 14 | 8  | 7  | |
| BerettaM92F     | ベレッタ92F      | 16,000         | 4,800          | 15/45  | 27 | 17 | 10 | 8  | |
| Ltb.BerettaM92F | ベレッタ92F      |                | 16,800         | 15/45  | 27 | 17 | 10 | 8  | スペシャルフォースオリジナル設定。 2009年2月25日-2009年3月25日までの期間限定販売。 黄金爆弾_001でのみ入手可能。 |
| Colt45          | M1911            | 19,000         | 5,700          | 7/28   | 43 | 27 | 16 | 13 | 初期購入不可。                                                                                                  |
| MR73            | MR73             | 20,000         | 6,000          | 6/24   | 43 | 27 | 16 | 13 | 初期購入不可。                                                                                                  |
| M945c           | S&W M945         | 34,000         | 10,200         | 11/44  | 36 | 23 | 13 | 10 | 少尉1より購入可。                                                                                               |
| Double MK23     | MK23             |                | 15,000         | 24/48  | 27 | 17 | 10 | 8  | ノワール爆弾でのみ入手可能。 唯一の二丁拳銃。                                                                   |

#### ショットガン
| ゲーム内名称   | 実銃名称       | 購入価格（SP） | 売却価格（SP） | 装弾数 | 頭 | 体 | 腕 | 足 | 備考                                             |
| -------------- | -------------- | -------------- | -------------- | ------ | -- | -- | -- | -- | ------------------------------------------------ |
| Remington M870 | レミントンM870 | 43,000         | 12,900         | 4/16   | 28 | 18 | 10 | 9  | 数値は1粒のダメージ（10粒発射）。 初期購入不可。 |
| BenelliM1      | ベネリM3       | 38,000         | 11,400         | 7/28   | 53 | 15 | 13 | 12 | 少尉1より購入可能。                              |
| Desperado      | Desperado      |                |                | 4/16   | 31 | 19 | 11 | 9  | ごくたまに開催されるイベントでのみ入手可能。     |

### ナイフ
| ゲーム内名称 | 実剣名称 | 購入価格（SP） | 売却価格（SP） | 個数 | 頭 | 体 | 腕 | 足 | 備考       |
| ------------ | -------- | -------------- | -------------- | ---- | -- | -- | -- | -- | ---------- |
| M9           | M9MPBS   |                |                | 1    | 78 | 49 | 29 | 24 | 標準装備。 |

### 投擲武器
| ゲーム内名称 | 系統     | 購入価格（SP） （7日間） | 購入価格（SP） （30日間） | 総装弾数 | ダメージ | 備考                                                                    |
| ------------ | -------- | ------------------------ | ------------------------- | -------- | -------- | ----------------------------------------------------------------------- |
| VX Grenade   | Smoke    | 2,000                    | 5,700                     | 1        | 20/秒    | 毒ガス弾。 効果時間：10秒。 2007年6月26日のアップデート時から威力変更。 |
| RGD-5        | Fragment | 2,500                    | 7,200                     | 3        | 100      | 爆心から離れるごとにダメージ減少。                                      |

| ゲーム内名称 | 系統     | 購入価格（SP） | 売却価格（SP） | 総装弾数 | ダメージ | 備考                               |
| ------------ | -------- | -------------- | -------------- | -------- | -------- | ---------------------------------- |
| M67 Grenade  | Fragment | 2,000          | 600            | 3        | 100      | 爆心から離れるごとにダメージ減少。 |
| M18 Smoke    | Smoke    | 700            | 210            | 1        | 0        | 効果時間：10秒。                   |
| Flashbang    | Flash    | 1,500          | 450            | 2        | 0        | 効果時間：5秒。                    |

## アイテム
2007年2月28日のアップデート時から使用開始。アイテムを購入する際の支払いには、SPとハンコイン（有料）の2種類があり、それぞれの通貨でしか購入できなく、ハンコインアイテムをSPでは購入できない。
- SP（スペシャルポイント）アイテム

SPで買えるアイテム。武器や防具も大半はこのSPアイテムに属する。
だが内容はいろいろあり、この項目では省略する。
- ハンコインアイテム

ハンコインアイテムには、サポートタイプと特殊装備タイプがあり、前者には名前の通りゲーム進行をサポートし照準が見易くなったり、チームマッチ中の倒れた仲間達の武器を使用できたりと通常ではできない事ができる。
後者は自分が所持している各部隊の顔にペイントできたり刺青を腕にできたりするが、最大の狙いはSPが万単位クラスで支給される事にある。SPチャージがなかなか満タンにならないのはポイントの項目でも述べているが、最大の理由は、この有料アイテムを購入させるためでもあると思われる。
詳細は公式サイトを参照。
- 武器・特殊爆弾アイテム（旧ガチャ爆弾）

武器・特殊爆弾とは、ハンコインで買えるくじ付きアイテムある。ショップで買いインベントリーで使用すると、必ずサポートアイテムとSPの各々、いずれか1つが支給され、当たりを引けば武器が当たるくじである。
元々は、ガチャ爆弾として開始されたこのシステムだが、EVL_XXXシリーズの出現により武器爆弾に統一された。その後も、新たにREV_XXXシリーズが出てきたため特殊爆弾が誕生。元々の2種類の爆弾アイテムに戻った。
内容は爆弾により様々である。また、2008年の年末には、必ず武器が支給される超武器爆弾が期間限定販売された。
- ガチャ爆弾（現在は武器爆弾があるので消滅）
- 特大ガチャ爆弾（SPが最大1,000,000SP支給される、現在は武器爆弾があるので消滅）
- 武器爆弾_001 / _002 / _003 / _004 / _005 / _006 / _007 / _008  / _009 /_010/_011/_012/_013（_001はEVL_G36C、_002はEVL_MP5、_003はEVL_SIG551、_004はEVL_K1、_005はEVL_M16A2、_006はEVL_K2、_007はEVL_AUG、_008はEVL_M249、_009はEVL_GALIL、_010はEVL_AN94、_011はEVL_P90、_012はEVL_MP7A1、_013はEVL_TYPE89、_014はEVL_G3A3、_015はEVL_UZIが入手可能＆SPが最大1,000,000SP支給される）
- 特殊爆弾_001/_002/_003/_004/_005（_001はREV_M4A1、_002はDragon_M4A1、_003はREV_AK74、_004はCutie_M4A1、_005はMARINE_UZIが入手可能＆SPが最大1,000,000SP支給される）
- 黄金爆弾_001/_002/_003/_004/_005/_006/_007（_001はLtb.BerettaM92F、_002はGOLD_DRAGUNOV、_003はGOLD_UZI、_004はGOLD_AK47S、_005はGOLD_PSG-1、_006はGOLD_Desperado、_007はGOLD_M4A1が入手可能＆SPが最大1,000,000SP支給される）
- ノワール爆弾 （Double MK23のみの武器爆弾系アイテム、獲得SPは同じ）
- 超武器爆弾_A/_B/_C（_Aは武器爆弾_001/_002/_003/_004のどれか1つの武器（ランダム）＋階級ポイント×2（7日）が、_Bは武器爆弾_005/_006/_007/_008のどれか1つの武器（ランダム）＋階級ポイント×2（7日）が、_Cは武器爆弾_009/_010/_011/特殊爆弾_001のどれか1つの武器（ランダム）＋階級ポイント×2（7日）が支給される）

## ポイント

### Exp（階級ポイント）
階級は訓練兵から元帥まで15段階あり（さらに、その階級ごとに5段階）、1回ごとの戦闘の成績によりポイントが変わり（好成績の場合ほどポイントは高い）、随時貯まっていく。ポイントの数値が高ければ高いほどレベルアップしていき、階級も上がっていく。ただし、朝鮮語（韓国）版・英語（アメリカ）版・中国語（台湾）版は、それぞれ自国軍の階級名および階級章を使用しているが、日本語版とタイ語版および中国語（中国大陸）版は自国ではなく、韓国軍の階級名および階級章を使用している。
勲章
「敵を倒した際にスペシャルポイントを獲得」という武器アイテムを装備している場合、ある戦闘中にSの字が入った勲章が授与される時がある。これは、Expが通常より多くなり、階級ポイントに反映する。因みにスペシャルポイント取得の表示がされているが実際は、ExpにのみでありSPには適用されていない。

### SP（スペシャルポイント）
SP（スペシャルポイント、以下SP）は、スペシャルフォースでの専用通貨であり、武器や一部アイテムはこのSPで購入できる。戦闘終了後にチャージゲージに、その戦闘におけるSPが配給され、このゲージが満タンになると、10,000SPが支給される。なお、訓練兵が二等兵に上がる際に10,000SPが支給される（2007年2月28日アップデート前までは30,000SPだった）しかし、SPゲージが満タンになるのは一日2時間を10日と言われるほどハードであり、普通にためるのは、よほど粘ってプレイしないと不可能であると思われる。また、武器爆弾（さまざまなアイテム、SP、武器がでてくる有料アイテムであるが、当選率は運営側が公に公開していないため、不明。噂では1/44）を買うことにより、SPが支給されるということは、課金装備についても同様であるが、ほとんどの武器は少尉以上が対象となっているので、初心者はまったく購入ができない。そのためSPの支給は少なく、様々な武器を購入するといったことができないのであるが、そもそもの理由は、運営側が有料アイテムを購入することでSPが支給される形をとっているためなのである。

### ハンコイン
スペシャルフォースを運営しているハンゲーム内でのみ使用可能な仮想通貨。
ハンゲームより、ハンコインを購入することによってスペシャルフォース内で有料アイテムを購入することが可能となる。

## クラン

### クランシステムの実装
クランとは、オンライン上での戦闘チームで、部隊を組む事ができる。2007年7月23日に実装された。
以前までは、サービス開始からクランシステム実装までの期間が長かったことなどから、ユーザー同士コードネームの先頭に一致している文字列をつけるなど（俗にいう"タグ"）の方法で、非公式なクランを運営・参加していた（なお、非公式にクランを作成することは利用規約上問題はない）。
現在、ゲーム内ではクラン同士の戦闘や専用ルームを作成し、クラン同士だけでなく個人プレイヤーと味方となって戦ったり逆に対戦したりでき、スペシャルフォースのトップページとは別のクラントップページでクラン検索ができるようになっている。また、サーバーロビー・待機室・ルーム・ゲーム中の全てにおいてクランチャットでクランメンバーとチャットが交せる。
クランに入隊している利用者は、戦闘前のルームでクラン名が表示される。
2007年8月23日より、解散機能やクラン名の変更、クラン合併が機能できるようになった。
また、同年同月にもクラン強制閉鎖が実施され不正を犯したプレイヤーはハンゲームIDからの抹消や罰点追加などの処置が行われた。

### クランマーク
クランマークは、2007年8月9日のアップデートの際に実装されたシステムである。
クランマスターは、予め用意された「シンボル」（40種）「フレーム」（10種）「背景」（15種）を組み合わせることによって作成できる。マークの作り直しは可能だが、重複した組み合わせは使用不可である。
ここで問題となるのは、クランマークの上限である。40x10x15との単純計算だと6,000パターンしか作成できないことになる。
2007年8月15日の時点で、登録クラン数は約19,000クランであることからクランマークテンプレートの追加が懸念されている。

## 未実装
日本語版では、未実装な武器やマップが存在しており、アップデートを重ねるごとに朝鮮語版の内容に追いついて来ている。

### ゲームモード
- チケット対決

敵味方チームは、それぞれ「チケット」と呼ばれる点数を持っており（たとえば200点ずつ）、戦死や自爆、TK（チーム・キル、味方チーム員を故意・過失で殺してしまうこと）などをするとチケットが減少する。先に相手のチケットを0にするか、（設定されていれば）制限時間が来た時点でチケット数の多い方が勝利チームとなる。
- 観戦モード

### フィールドマップ
- ISLAND
- Turbulence（個人戦専用マップ）

### キャラクター
| ゲーム内名称 | 正式名称（下段：日本語名称）                                                           | 所属国   | 性別 |
| ------------ | -------------------------------------------------------------------------------------- | -------- | ---- |
| SDU          | Special Duties Unit：香港警察 特別任務連 香港警察特殊任務部隊（飛虎隊：Flying Tigers） | 香港     | 女   |
| KSF          | Korea Special Force 大韓民国 特殊部隊                                                  | 大韓民国 | 男   |
| ROCMC        | Republic of China Marine Corps 中華民国 海軍陸戦隊                                     | 中華民国 | 男   |
| WASSC        | Wei-An Special Serives Commando：台湾警察 維安特勤 台湾国家警察特種部隊（霹靂小組）    | 中華民国 | 男   |

### メイン武器

#### アサルトライフル
- TAR-21(2015/8/2現在、スタンダード・モデルがSP武器として、ホラーモード・モデルが武器爆弾景品として販売されている)
- AUG A3
- 海外版限定デザインEVL_AK103（通称：蒼狼）
- 海外版限定デザインEVL_G36C（通称：紅魔）
- 韓国版限定デザインRED_TIGER_AK74
- T91
- T65K2
- EVL_M4A1

#### サブマシンガン
- DEGTYAREV
- 台湾版限定デザインEVL_MP7A1（通称：Flames）

#### ライトマシンガン
- PPSH-41
- DEVIL_MG36(現在は武器爆弾景品として販売されている)

#### スナイパーライフル
- Kar98k
- 台湾版限定デザインPSG1（SF世界大会2009優勝記念モデル）
- 台湾版限定デザインTANGO-51（台湾国旗プリントバージョン）
- 韓国版限定デザインRED_TIGER_PSG1

### サブ武器

#### ハンドガン
- M629
- Luger P08
- Double Luger

#### 近接武器
- CAMO_M10（韓国版サービス開始5周年記念モデルナイフ）
- SHARK KNIFE
- DEATH AXE
- 野戦シャベル

#### 投擲
- MARKII GRENADE